# Metta Gramberg
Metta Gramberg (Amsterdam, 28 november 1959) is een Nederlandse actrice.
Gramberg is de dochter van een grafisch ontwerper. Ze studeerde in 1986 af aan de Toneelschool van Amsterdam en maakte haar debuut in het toneelstuk Angelo en Rosanna van Lodewijk de Boer. Ze speelde in het toneelstuk Medea, dat destijds werd geregisseerd door acteur Ton Lutz. Tijdens het toneelstuk De Impresario werkte ze samen met Ischa Meijer.
Daarna speelde ze in vele vrije producties, waaronder Who's afraid of Virginia Woolf? van Edward Albee en Verdwaald in New York van Neil Simon. In No Panic, een bootkomedie in de regie van Arnold Hemmel, maakte ze de grachtengordel onveilig.
Naast haar rollen in het theater, speelt Gramberg gastrollen op de televisie. In 1998 deed ze dat in de soapserie Goudkust, waarin ze de rol van Eline Kervezee speelde. In 2009 had ze een grote bijrol in de remake van Zeg 'ns Aaa.
In de jaren 1999–2001 stond Gramberg in het theater met Piaf de musical, waarin ze de rol van Marlene Dietrich speelde. Voor deze rol werd ze bekroond met een John Kraaijkamp Musical Award voor de beste vrouwelijke bijrol in 2000 (Zie Lijst van winnaars van een Musical Award).
De seizoenen daarna stond ze in de voor een NRC Toneelpublieksprijs genomineerde tragikomedie De Dinner Party van Neil Simon, Champagne, het programma Soiree met Annie MG, Op hoop van zegen de musical en The Full Monty de musical.
In theaterseizoen 2010-2011 was Gramberg te zien in Volendam de musical, met onder anderen Maaike Widdershoven.
Daarnaast is Metta Gramberg actief als speldocent en regisseur van eindexamenvoorstellingen bij theateropleidingen.
Bij kinderen is ze vooral bekend van haar rol als Rosie uit de K3-sitcom Hallo K3!. In de daarop gebaseerde bioscoopfilms van K3 speelde Gramberg wederom mee als Rosie.

## Rollen
- Vrienden voor het leven - Karin de Geeuw (terugkerende bijrol, 1990–1994)
- Oppassen!!! - bloemiste (gastrol, 1992)
- Het Zonnetje in Huis - diverse gastrollen: Willeke Groen (1994), Frouke (1996), Sandra (1999)
- Flodder - buurvrouw (gastrol, 1996)
- Kees & Co - Babs (gastrol, 1997)
- Goudkust - Eline Kervezee (tijdelijke gastrol, 1998)
- Zeg 'ns Aaa - Claire van Opheusden (terugkerende bijrol, 2009)
- Hallo K3! - Rosie (2010–2013)
- Het Huis Anubis en de terugkeer van Sibuna - arts (2010)
- Flikken Maastricht - Esther Dierikx (2011)
- K3 Bengeltjes - Rosie (2012)
- Zaak Zappendael - huishoudster (2012)
- K3 Dierenhotel - Rosie (2014)
- Danni Lowinski (2015)
- Rokjesdag (2016)